# Clingendael

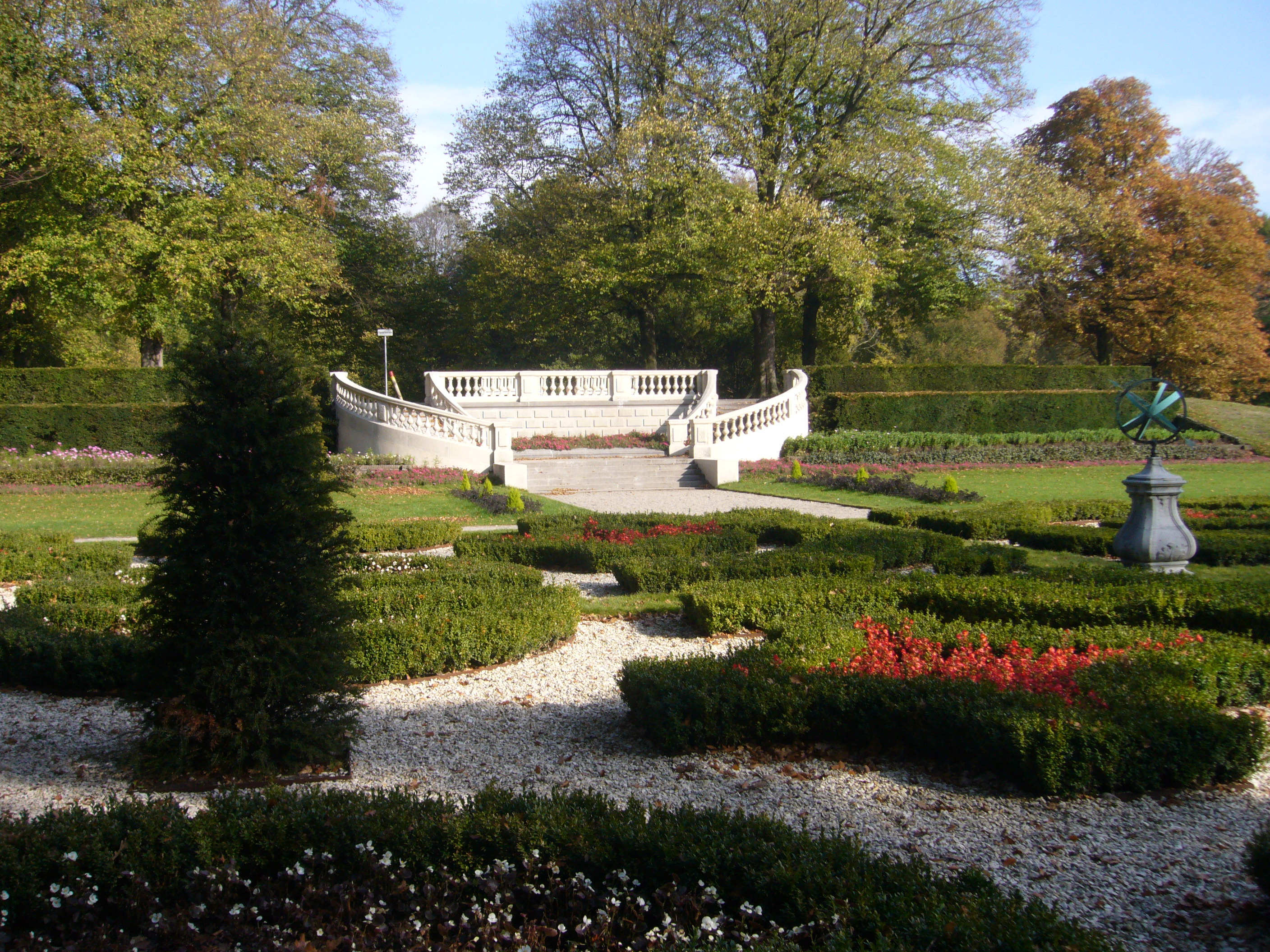
Il giardino olandese

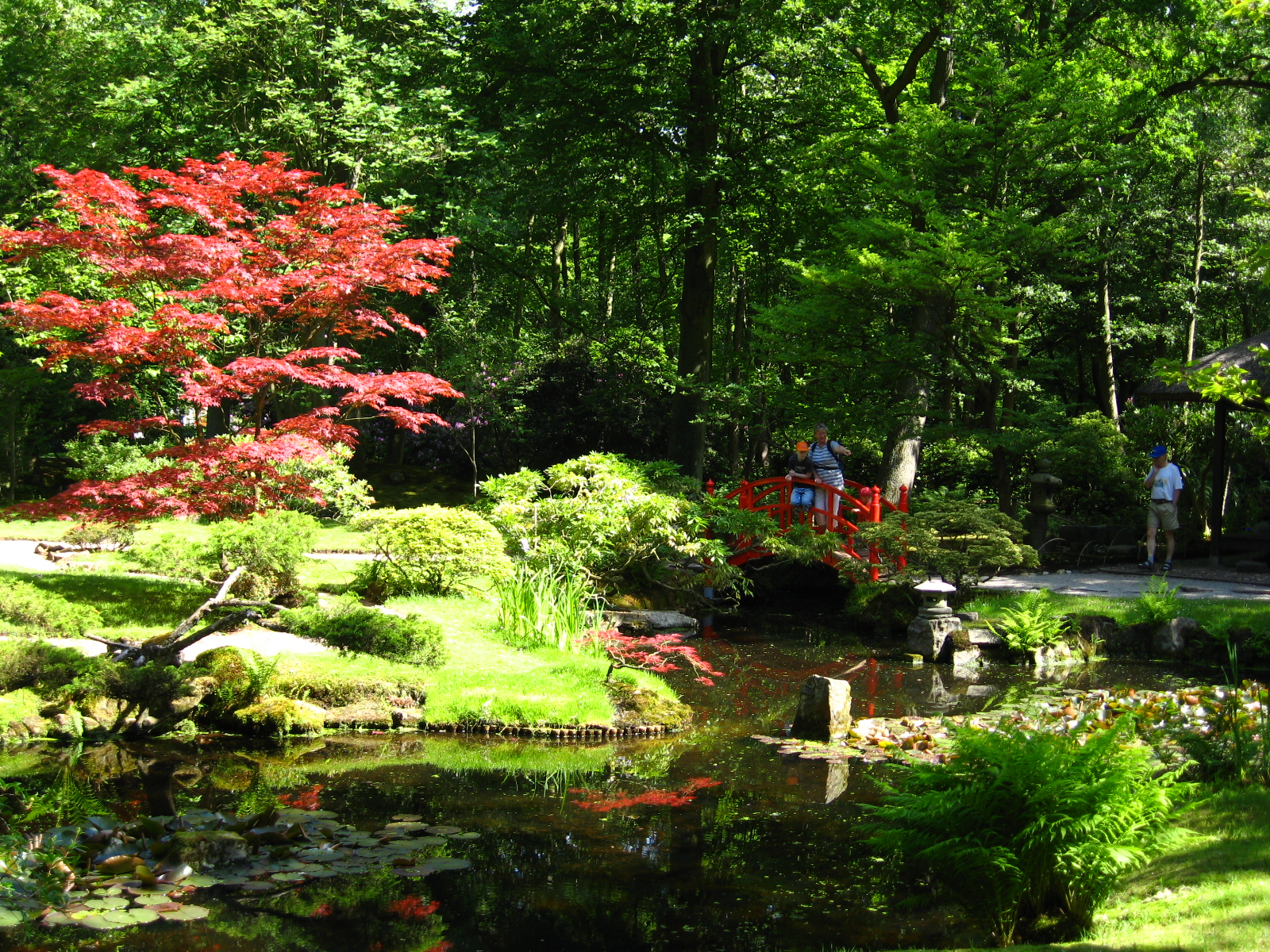
Il giardino giapponese della tenuta di Clingendael

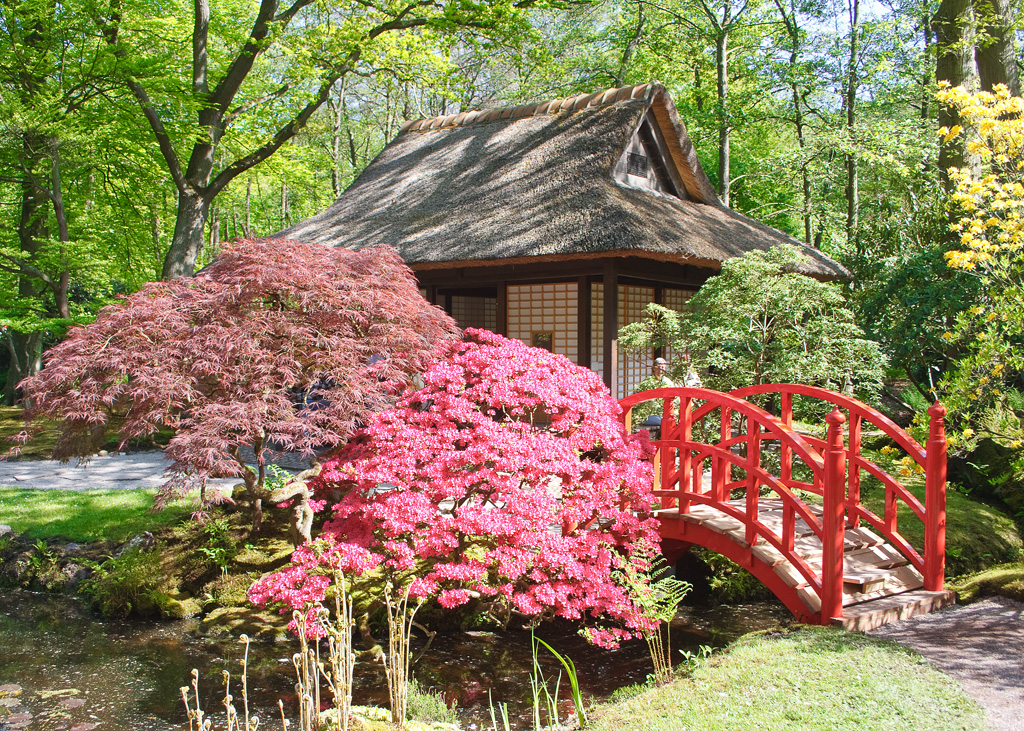
Altra immagine del giardino giapponese

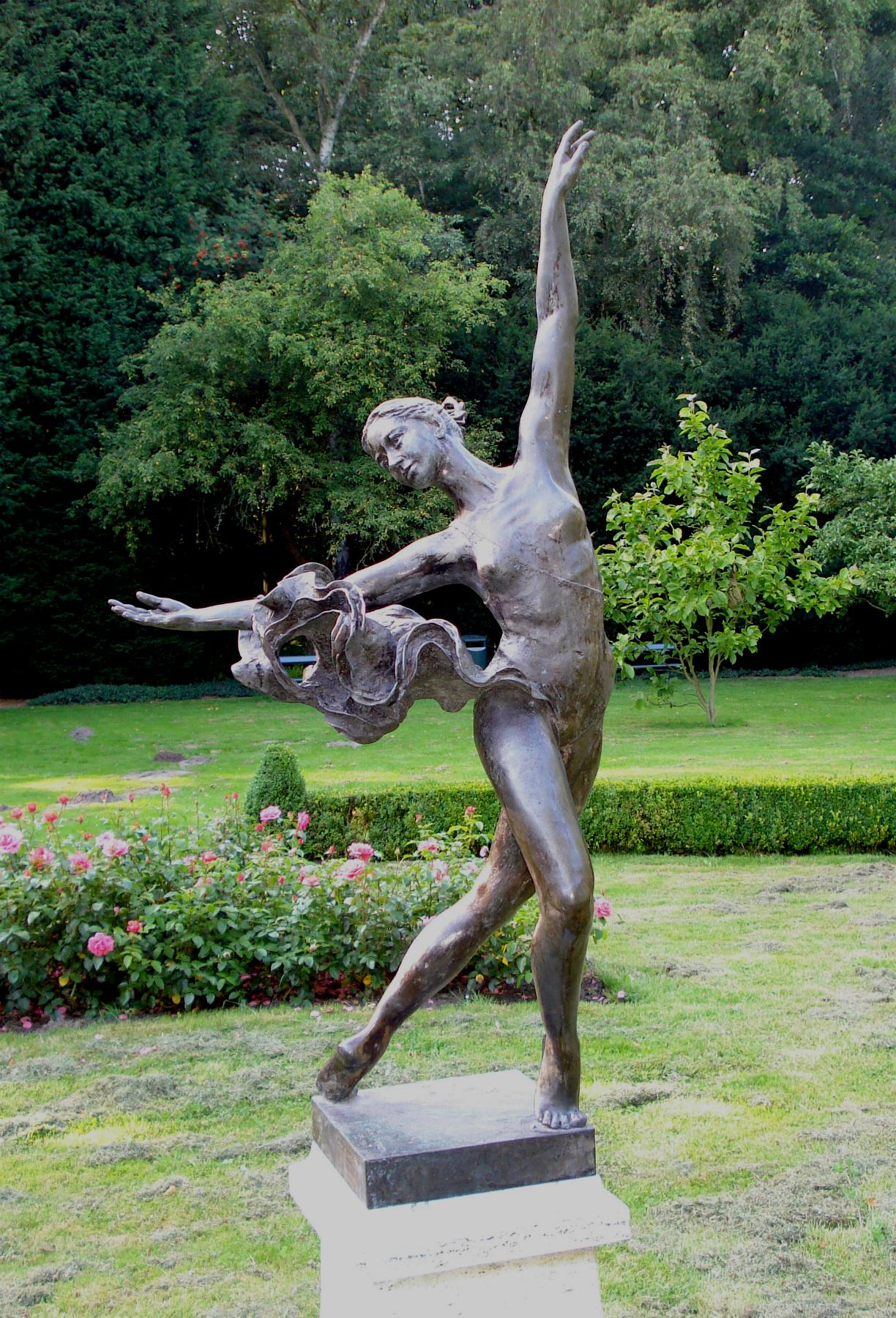
Scultura nel parco della tenuta

Clingendael è una tenuta situata nel territorio del comune olandese di Wassenaar, ma formalmente di proprietà della municipalità de L'Aia e le cui origini risalgono almeno al XVI secolo.
La tenuta, classificata come monumento protetto e un tempo residenza di famiglie aristocratiche olandesi, ospita l'Istituto Olandese di Relazioni Internazionali "Clingendael" (Nederlands Instituut voor Internationale Betrekkingen Clingendael).

## Etimologia
Il nome Clingendael significa letteralmente "(la) valle (dael) tra le dune (clinge)".

## Ubicazione
La tenuta si estende al confine tra il comune di Wassenaar e il sobborgo de L'Aia di Benoordenhout.
L'entrata principale della tenuta è in Wassenaarweg. Altre entrate sono posto nella Alkemadelaan, nella Ruychrocklaan e nella Van Ouwenlaan.

## Storia
Della tenuta si hanno notizie sin dalla fine del XVI secolo. All'epoca era una semplice tenuta contadina, che fu acquisita nel 1591 da Philips I Doublet, il quale, dopo la nomina a generale del Tesore delle Sette Province Unite dei Paesi Bassi, si era trasferito da Mechelen all'Aia. Doublet vi costruì una residenza signorile
In seguito, la tenuta fu ampliata nel corso del XVII secolo, in particolar modo tra il 1634 e il 1680 per volere del figlio di quest'ultimo, Philips II Doublet.
Nel 1818, la tenuta divenne di proprietà della famiglia Van Brienen.
Nel 1830, il parco, all'epoca un parco alla francese., subì una trasformazione e divenne un parco paesaggistico con giardini olandesi, pascoli per animali, roseti e rododendri.
Nel 1939, la tenuta fu acquistata dal barone Michiel van Verduynen.
L'anno seguente, nel corso della seconda guerra mondiale, l'edificio principale del parco, Huis Clingendael, fu occupato dai nazisti, che costruirono anche dei bunker nella tenuta, e divenne il quartier generale del commissario Seyss-Inquart.
Nel 1954, la tenuta fu acquisita dalla città de L'Aia e aperta al pubblico.
Nel 1983, l'edificio principale della tenuta fu restaurato per ospitare il l'Istituto Olandese di Relazioni Internazionali "Clingendael".

## Punti d'interesse

### Parco e giardini
Il parco ospita un giardino olandese tradizionale, un giardino giapponese, un giardino delle rose e un giardino delle azalee e dei rododendri e piante di bambù.

#### Giardino giapponese
Il giardino giapponese fu realizzato nel 1903 per volere della proprietaria della tenuta, la baronessa Marguerite M. van Brienen (1871-1939), soprannominata "Daisy", che era di ritorno da una visita del Paese del sol levante. Rappresenta l'unico giardino giapponese dei Paesi Bassi risalente al primo decennio del XX secolo ed è perciò considerato monumento storico.
Gli elementi del giardino, come la casà del tè, le pietre e gli ornamenti furono portati direttamente dal Giappone via nave.
Il giardino giapponese, a differenza del resto della tenuta, è aperto al pubblico solamente sei settimane l'anno, da inizio maggio a metà luglio.